# Vatnshyrna
Vatnshyrna ("Vatnshorn-boken") är en isländsk handskrift från 1300-talet. Den innehöll flera islänningasagor. Vatnshyrna gick till största delen förlorad vid en brand i Köpenhamn år 1728. De flesta delar finns dock bevarade som kopior på annat håll.